# Erdőbirtokossági társulat
Az erdőbirtokossági társulat a mai magyar jogban az erdő művelési ágban nyilvántartott egy vagy több földrészlet tulajdonosai által az erdőgazdálkodási tevékenységgel összefüggő, valamint az ahhoz kapcsolódó feladatok ellátására létrehozott gazdálkodó szervezet. A társulat jogi személy. Alapvető szabályait az erdőbirtokossági társulatról szóló 1994. évi XLIX. törvény állapítja meg.

## Tisztségviselői
- az elnök,
- az elnökség tagjai,
- a felügyelőbizottság elnöke és tagjai, illetve
- ha felügyelőbizottságot nem kell létrehozni, az annak feladatköre ellátására megválasztott személy.
- Az alapszabály további tisztségeket létesíthet.